# Gimme Some Lovin'
«Gimme Some Lovin'» — пісня гурту The Spencer Davis Group, випущена синглом 1966 року. Зайняла топ-10 у багатьох країнах.  
Ця пісня потрапила до списку 500 найкращих пісень усіх часів за версією журналу Rolling Stone. В чартах Великої Британії вона досягала 2-ї сходинки, США — 7-ї.

## Історія написання
Як згадує басист Мафф Вінвуд (брат Стіва), пісня була задумана, аранжована та відрепетирована всього за півгодини. У той час група була під тиском, щоб придумати ще один хіт після відносно поганого показу їхнього попереднього синглу «When I Come Home», написаного музикантом ямайського походження Джекі Едвардсом, який також написав їх попередній номер один. хіти «Keep On Running» і «Somebody Help Me». Гурт пройшов прослуховування та відхилив інші пісні, запропоновані їм Едвардсом, і вони пустили справу на самоплив, аж поки, коли назрівала сесія запису, менеджер Кріс Блекуелл відвіз їх до Лондона, помістив у репетиційну кімнату в клубі Marquee і наказав їм прийти з новою піснею.
"Ми почали возитися з рифами, а була, мабуть, одинадцята ранку. Ми не були там і півгодини, а ця ідея просто прийшла. Ми подумали, до біса, це звучить справді добре. Ми зібрали все разом і приблизно о дванадцятій у нас була вся пісня. Стів співав «Gimme, gimme some loving» – знаєте, просто кричав що завгодно, тож ми вирішили так це назвати. Ми відпрацювали середню вісімку, а потім пішли в кафе, яке все ще стоїть на розі дороги. Блеквелл прийшов подивитися, як у нас йдуть справи, побачив, що наше обладнання налаштоване, а нас немає, і він вривається в кафе, кричачи: «Як ви можете це зробити?» він кричить. Не хвилюйтеся, ми сказали. Ми всі були дуже впевнені. Ми взяли його назад і сказали, як це за півгодини роботи, і ми вибили «Gimme Some Lovin», і він не міг у це повірити. Наступного дня ми вирізали зайве, і все спрацювало. Того ж вечора ми грали в клубі Північного Лондона і спробували це на публіці. Пройшов шторм. Ми знали, що у нас є ще один №1."

## Персонал
- Стів Вінвуд – головний вокал, орган, піаніно, перкусія;
- Спенсер Дейвіс – ритм-гітара, вокал;
- Мафф Вінвуд – бас-гітара, вокал;
- Піт Йорк – барабани